# Secretaría de Estado para la Unión Europea
La Secretaría de Estado para la Unión Europea (SEUE) de España es el órgano superior del Ministerio de Asuntos Exteriores, Unión Europea y Cooperación responsable, bajo la dirección del ministro, de la formulación y ejecución de la política nacional en el ámbito de la Unión Europea. Asimismo, asiste a la persona titular del Ministerio en la formulación y ejecución de la política exterior de España en el área geográfica correspondiente a los países de la Unión Europea, países candidatos, países del Espacio Económico Europeo y otros países europeos, así como en las cuestiones derivadas de la pertenencia de España al Consejo de Europa.
En este sentido, es responsable de la coordinación de las actuaciones que, en el marco de sus competencias, realicen las administraciones públicas españolas en la Unión Europea y el mantenimiento a tal fin de las relaciones necesarias con los órganos y organismos competentes de la Administración General del Estado y con las Administraciones autonómicas y locales; de la impartición de instrucciones al embajador representante permanente de España ante la Unión Europea, la formulación y ejecución de la política exterior de España con Europa, y la definición y coordinación de la posición y representación institucional de España en el Consejo de Europa.

## Historia
El origen de esta secretaría de Estado se remonta a julio de 1977 cuando el presidente del Gobierno, Adolfo Suárez, solicitó oficialmente la admisión de España en las Comunidades Europeas, tres días después de que las Cortes Generales autorizaran la solicitud.

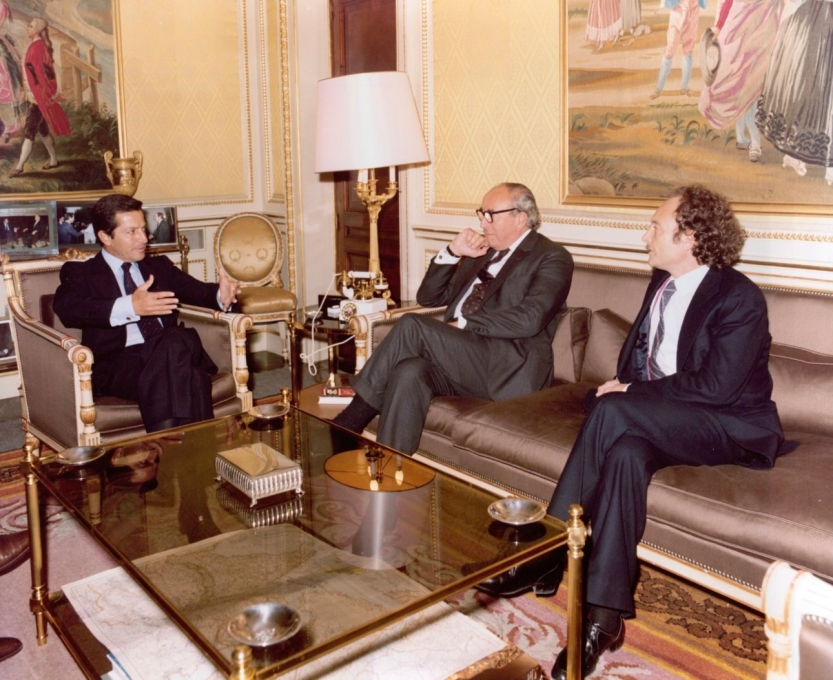
El presidente Adolfo Suárez con el presidente de la Comisión, Roy Jenkins, y el ministro de Relaciones con las Comunidades Europeas, Eduardo Punset.

Para comenzar las negociaciones, el presidente creó en julio de 1978 el cargo de ministro para las Relaciones con las Comunidades Europeas, nombrando a Leopoldo Calvo-Sotelo como su titular. Las negociaciones comenzaron oficialmente el 5 de febrero de 1979. Eduardo Punset sucedió a Calvo-Sotelo al frente de la cartera en 1980 hasta 1981, cuando el cargo fue suprimido y las competencias degradadas al rango de Secretaría de Estado. Esta nueva Secretaría de Estado, que se integraba en el Ministerio de Asuntos Exteriores, es el origen de este órgano.
Tras esto, el ministro de Asuntos Exteriores, Fernando Morán López, asumió el papel principal en las negociaciones con el apoyo de la Secretaría de Estado para Relaciones con las Comunidades Europeas, culminando en la firma del tratado de adhesión en junio de 1985, que entró en vigor en enero de 1986. Antes de todo este proceso, ya en 1962 España había solicitado el ingreso en las Comunidades, pero la petición fue rechazada porque el país se encontraba bajo la dictadura franquista.
Con la entrada de España en la Unión, el país rápidamente se convirtió en uno de los más importantes e influyentes de ella, asumiendo importantes cargos como el de alto representante de la Política Exterior y de Seguridad Común con Javier Solana y la presidencia del Parlamento Europeo con Josep Borrell y Manuel Marín (considerado el padre del programa Erasmus).
Los dos primeros secretarios de Estado tuvieron que trabajar con un número reducido de personas debido al hecho de que, en origen, este órgano estaba diseñado como un órgano auxiliar del ministro de Exteriores en el proceso de adhesión pero, en 1985, se llevó a cabo una importante reforma en el Ministerio. Con la entrada en la Unión, la Secretaría de Estado dejó de centrarse en las negociaciones y se convirtió en el órgano de coordinación entre las administraciones españolas y las instituciones europeas. En 1995, tras el Tratado de Maastrich, adoptó por primera vez la actual denominación.
Con el cambio de gobierno en 1996, el nuevo presidente del Gobierno elevó el rango de la Secretaría General de Política Exterior a secretaría de Estado y la fusionó con la Secretaría de Estado para las Comunidades Europeas, siendo responsable no solo de los asuntos de la Unión sino también de la coordinación del resto de la política exterior.
En el año 2000, la secretaría de Estado se dividió en dos cambiando su denominación a la de Secretaría de Estado de Asuntos Europeos. En 2004 se volvió a la actual denominación, la cual fue brevemente cambiada a «de Asuntos Europeos» entre 2017 y 2018 y recuperada de nuevo por el presidente, Pedro Sánchez, con el objetivo de remarcar el europeísmo de su gobierno.

### Denominaciones
- Secretaría de Estado para Relaciones con las Comunidades Europeas (1981-1985)
- Secretaría de Estado para las Comunidades Europeas (1985-1995)
- Secretaría de Estado para la Unión Europea (1995-1996)
- Secretaría de Estado de Política Exterior y para la Unión Europea (1996-2000)
- Secretaría de Estado de Asuntos Europeos (2000-2004)
- Secretaría de Estado para la Unión Europea (2004-2017)
- Secretaría de Estado de Asuntos Europeos (2017-2018)
- Secretaría de Estado para la Unión Europea (2018-presente)

## Estructura
De la Secretaría de Estado para la Unión Europea dependen los siguientes órganos directivos:
- La Secretaría General para la Unión Europea.
  - La Dirección General de Integración y Coordinación de Asuntos Generales de la Unión Europea.
    - La Subdirección General de Asuntos Institucionales.
    - La Subdirección General de Relaciones Exteriores y Asuntos Comerciales.
    - La Subdirección General de Asuntos Económicos y Financieros.
    - La Subdirección General de Asuntos de Justicia e Interior.

  - La Dirección General de Coordinación del Mercado Interior y otras Políticas Comunitarias.
    - La Subdirección General de Asuntos Industriales, Energéticos, de Transportes y Comunicaciones, y de Medio Ambiente.
    - La Subdirección General de Asuntos Agrícolas, Pesqueros, Alimentarios y Marítimos.
    - La Subdirección General de Asuntos Sociales, Educativos, Culturales, y de Sanidad y Consumo.
    - La Subdirección General de Asuntos Jurídicos.
- La Dirección General de Europa Occidental, Central y Sudeste de Europa.
  - La Subdirección General de Países de la Unión Europea.
  - La Subdirección General de Países Candidatos, Países del Espacio Económico Europeo y otros Países Europeos.
  - La Oficina de Asuntos de Gibraltar.

Como órgano de apoyo político y técnico del titular de la Secretaría de Estado existe un Gabinete.
Está adscrita a la Secretaría de Estado para la Unión Europea, sin perjuicio de su dependencia del Ministerio de Justicia, la Abogacía del Estado ante el Tribunal de Justicia de la Unión Europea.

## Presupuesto
La Secretaría de Estado para la Unión Europea tiene un presupuesto asignado de 29 384 730 € para el año 2023. De acuerdo con los Presupuestos Generales del Estado para 2023, la SEUE participa en un único programa:
| Nº Programa                                  | Programa                                     | Dotación     | Ref.  |
| -------------------------------------------- | -------------------------------------------- | ------------ | ----- |
| 142B                                         | Acción Diplomática ante la Unión Europea     | 29 384 730 € | [ 9 ] |
| Total presupuesto de la Secretaría de Estado | Total presupuesto de la Secretaría de Estado | 29 384 730 € |       |

## Titulares
El actual secretario de Estado para la Unión Europea es Fernando Mariano Sampedro Marcos, desde el 20 de diciembre de 2023.